# Ordine della Corona (Tonga)
L'Ordine della Corona di Tonga è un ordine cavalleresco del regno di Tonga.

## Storia
L'Ordine venne fondato nel 1913 da re George Tupou II per ricompensare degnamente quanti si fossero distinti per servigi eccezionali prestati allo stato o alla corona di Tonga. Il 21 luglio 2008 re George Tupou V ha provveduto ad una sostanziale riorganizzazione dell'Ordine, in particolare relativamente alle classi di benemerenza che sono state fissate nel numero di quattro. Esso può essere concesso a militari e civili, nativi di Tonga oppure stranieri, senza distinzione di religione.

## Classi
L'Ordine dispone delle seguenti classi di benemerenza che danno diritto a dei post nominali qui indicati tra parentesi:
- Cavaliere/Dama di Gran Croce con Collare (K.G.C.C.C.T.)
- Cavaliere/Dama Gran Croce (K/D.G.C.T.)
- Cavaliere/Dama Commendatore (K/D.C.C.T.)
- Membro (M.C.T.)

## Insegne
- La medaglia consiste in una croce maltese smaltata di bianco e bordata d'oro, avente al centro un medaglione d'oro raffigurante in rilievo la corona reale di Tonga, il tutto contornato da un anello smaltato di rosso con inciso in oro il motto del regno "KO E OTUA MO TONGA KO HOKU TOFI'A" ("Dio e Tonga sono il mio patrimonio") terminante con una stella a cinque punte in oro. La medaglia è sostenuta al nastro tramite una corona reale di Tonga in oro.
- La placca dell'Ordine riprende le medesime decorazioni della medaglia che però sono montate su una stella raggiante d'argento a rilievi su otto braccia spesse.
- Il nastro era rosso con una fascia bianca per parte.